# Balena amb bec de Sowerby
La balena amb bec de Sowerby o zífid de Sowerby (Mesoplodon bidens) és una espècie de cetaci odontocet. Fou el primer zífid a ser descrit. El seu nom, bidens, es refereix a les dues dents que té a la mandíbula, una característica que avui en dia se sap que és molt comuna en el seu gènere.
Viu en aigües temperades-fredes de l'oceà Atlàntic nord i la seva dieta consisteix en calamars i peixos petits.